# 湖南镇 (衢州市)
湖南镇，是中国浙江省衢州市衢江区所辖的一个镇。

## 下辖行政区
下辖：
山尖岙村、华家村、岩家山村、埂头村、破石村、湖南村、朝书村、白坞口村和蛟垄村。